# Orthalicus reses ssp. reses
Orthalicus reses ssp. reses је подврста класе Gastropoda која припада реду Stylommatophora. 

## Угроженост
Ова врста се сматра угроженом.

## Распрострањење
Сједињене Америчке Државе су једино познато природно станиште врсте.

## Популациони тренд
Популациони тренд је за ову врсту непознат.

## Станиште
Врста Orthalicus reses ssp. reses има станиште на копну.